# Тарнова (Лодзинське воєводство)
Тарнова (пол. Tarnowa) — село в Польщі, у гміні Поддембиці Поддембицького повіту Лодзинського воєводства.
Населення — 134 особи (2011).
У 1975-1998 роках село належало до Серадзького воєводства.

## Демографія
Демографічна структура станом на 31 березня 2011 року:
|          | Загалом | Допрацездатний вік | Працездатний вік | Постпрацездатний вік |
| -------- | ------- | ------------------ | ---------------- | -------------------- |
| Чоловіки | 63      | 8                  | 48               | 7                    |
| Жінки    | 71      | 13                 | 37               | 21                   |
| Разом    | 134     | 21                 | 85               | 28                   |